# Port Olry
Port Olry (původním jménem v jazyce sakao Latamav Sigon) je vesnice na pobřeží Tichého Oceánu, na ostrově Espiritu Santo, v provincii Sanma, ve státě Vanuatu. Žije zde přes 3 000 obyvatel, což z něj dělá největší sídlo (vesnici) souostroví, která nemá status města. Vesnice je rozdělena na pět sektorů označovaných čísly 1 a 5. Většina obyvatel pracuje v zemědělství; chová se zde hovězí dobytek, pěstuje se ve velkém kopra, která patří spolu s chovem dobytka k nejdůležitějším příjmům populace, a také kakao. Městečko je proslaveno svými nádhernými plážemi a ostrůvky, které jej obklopují. V roce 1998 zde bylo zničeno přes 100 domů Cyklónem Zuman. Od roku 2011 existuje mezi Port Olry a Luganville (hlavním střediskem ostrova) namísto nezpevněné vozovky asfaltovaná cesta, která zkrátila čas cesty z více než tří hodin na méně než čtyřicet minut, což bylo důležité pro usnadnění transportu kopry a dobytka. Jde pravděpodobně o nejdelší asfaltovou silnici v celém státě. Vesnice je částečně elektrifikována. Zdroj elektřiny je agregát fungující na kokosový olej produkovaný z kopry na místě. Elektřina funguje v pracovní dny od 6 do 10 hodin ráno a od 6 do 10 hodin večer, o víkendu pak až do 11 hodin večer.

## Obyvatelstvo
Obyvatelstvo Port Olry tvoří jednak místní populace hovořící jazykem sakao, jednak populace hovořící jazykem tolomako pocházející z Big Bay. Ta se v oblasti Port Olry usadila na začátku 20. století po sérii ozbrojených incidentů mezi šéfy vesnic v okolí. Obě komunity jsou v Port Olry poměrně striktně rozděleny, nicméně často rozumí oběma jazykům. Jako univerzální komunikační jazyk se používá bislama, nicméně velká část obyvatel je schopna vyjadřovat se francouzsky.

## Misie
Port Olry je sídlem katolické misie svaté Anny a obyvatelstvo je velkou většinu katolického vyznání. Ta spravuje také misijní frankofonní základní a střední školu "École primaire Sainte Anne" a "Collège Sainte Anne" pro celkem asi 400 studentů, jež jsou důležitými centry vzdělání v oblasti. Misie také zajišťuje práci pro část populace vesnice na plantážích kopry. Aktuálním farářem a správcem misie je od roku 2013 otec Gianni Morlini, italský misionář francouzské kongregace "Pères Maristes", který na Vanuatu strávil většinu svého života.